# Olorun

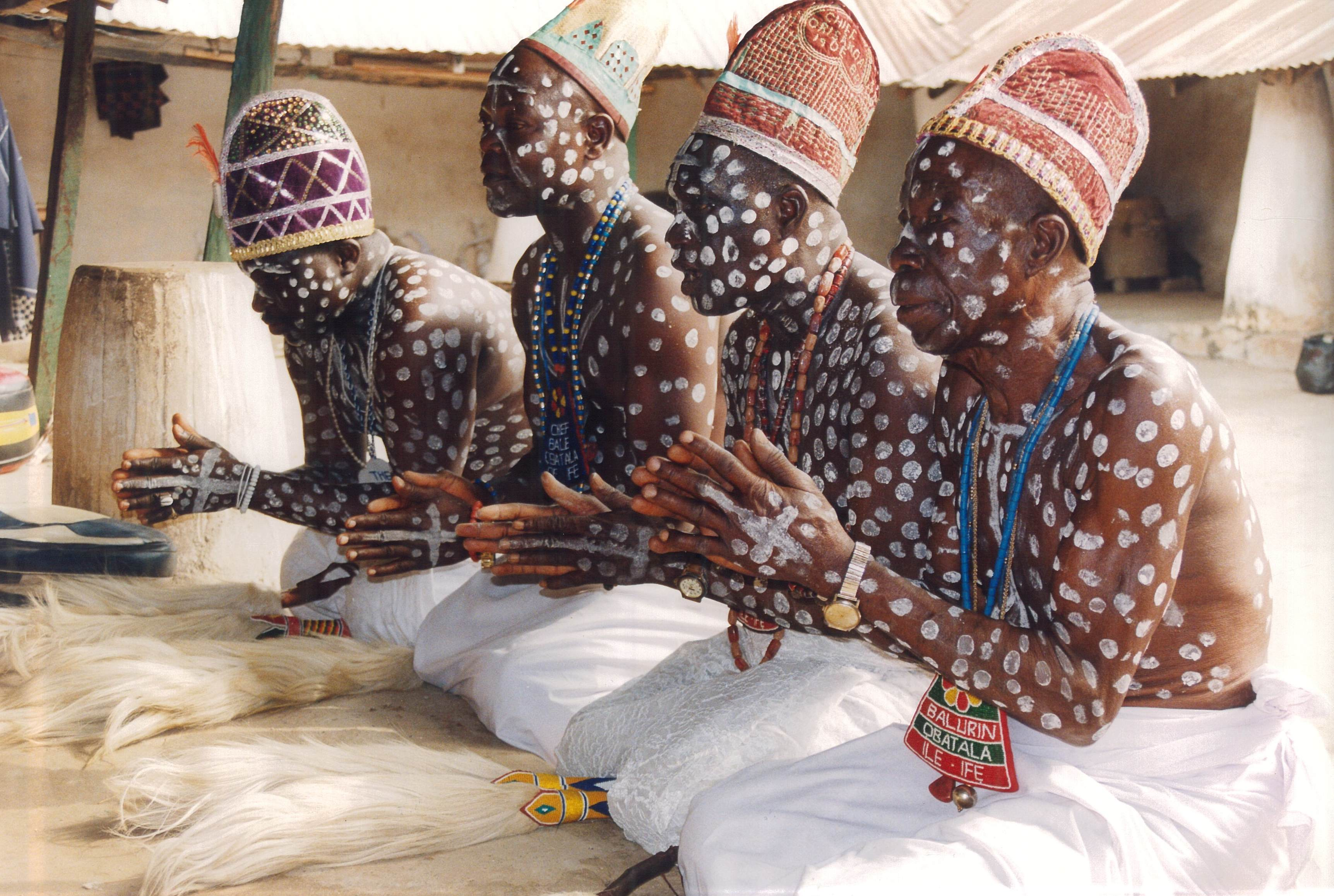
Sacerdotes Obatala en su templo de Ife.

Olorun es una de las manifestaciones del Dios supremo de la religión yoruba Olodumare.  Olorun etimológicamente significa òlò, Señor, y Òrún, cielo; es decir, Señor del cielo o del Más Allá.

## La Deidad
De la energía de este Dios supremo surgieron los Ìrúnmalé, subdivididos en Changó (energías masculinas) y Oggun (energías femeninas). Dichos Ìrúnmalé son emanaciones de este Dios supremo y su misión es mantener el equilibrio universal.

## Ofrendas y bailes
Olorun no posee culto ni templo propios. La mención de su nombre está restringida al ser humano, siendo los Ìrunmalé los intermediarios entre él y los hombres. A través del sol, se le ofrenda en el ñangareo, dando cuenta de que en la tierra se va a hacer un itá o cuando nace un Iyawó.